# Werner Buhre
Werner Buhre (geboren am 23. Februar 1901; gestorben 1980) war ein deutscher Drehbuchautor, Regisseur und Übersetzer.

## Leben
Buhre besuchte das König-Georg-Gymnasium in Dresden, wo er sich mit Erich Kästner befreundete. Die Freundschaft sollte bis in die 1960er Jahre Bestand haben. Buhre studierte danach an der Universität Kiel Volkswirtschaft, wo er 1925 promovierte.
1927 trafen sich Buhre und Kästner in Berlin wieder, wo Buhre zu einer Künstlerrunde um Kästner im Café Leon am Kurfürstendamm gehörte, zusammen mit Erich Ohser, Robert Adolf Stemmle und Peter Francke. Buhre war in Berlin Filialleiter der Generalvertretung für die Gummiwerke Excelsior. Buhre besuchte Kästner auch öfters in dessen Wohnung, was Kästner manchmal etwas zu viel wurde.
Im Januar 1931 gab Buhre seine Gummiwerk-Vertretung auf und begann beim Film zu arbeiten, vor allem bei der UFA, zunächst als Komparse, dann als Regieassistent für Robert Siodmak, Hilfsdramaturg, Drehbuchautor, Schnittmeister und schließlich Regisseur einiger „Kulturfilme“, also populärwissenschaftlicher Dokumentarfilme, die meist als Beiprogramm zum Hauptfilm in den Kinos gezeigt wurden. Außerdem wurden zwei Drehbücher zu Filmkomödien von Buhre realisiert, nämlich der Spielfilm Hochzeit am Wolfgangsee (1933, Regie: Hans Behrendt) und der Kurzfilm Herr Mahler in tausend Nöten (1934, Regie: Phil Jutzi).
Buhre bemühte sich auch darum, eine Filmadaption von Kästners Emil und die Detektive an die UFA zu vermitteln. Die Verfilmung kam dann 1931 in die Kinos (Regie: Gerhard Lamprecht; Drehbuch: Billy Wilder).
Im Vorwort von Kästners Roman Drei Männer im Schnee wird erzählt, dass Kästner und seinem Freund Robert auf einer Bahnfahrt nach Bamberg die Geschichte des Romans von einem älteren Mitreisenden berichtet worden wäre. Als ihnen klar wurde, dass diese Geschichte sowohl Stoff für einen Roman als auch für eine Komödie sein könnte, hätten sie eine Münze geworfen, um zu entscheiden, wer den Roman und wer das Lustspiel schreiben sollte. Robert hätte verloren und das Lustspiel schreiben müssen.
Am 7. September 1934 wurde am Schauspielhaus Bremen Das lebenslängliche Kind, eine Komödie in vier Akten von „Robert Neuner“, mit großem Erfolg uraufgeführt. Bei dem Stück handelt es sich offensichtlich um eine Bühnenbearbeitung des gleichen Stoffes wie Kästners Roman. Abgesehen von den Namen der handelnden Personen (hier z. B. bereits Schlüter statt Tobler, wie auch später im Film) sind die Inhalte weitestgehend identisch.
Kästner war zu dieser Zeit von den Nationalsozialisten praktisch mit einem Publikationsverbot belegt, weshalb die Erstausgabe des Romans nicht in der DVA, Kästners bisherigem Verlag, sondern in Lizenz im Schweizer Rascher Verlag erschien.
Man kann daher eine Mystifikation vermuten mit dem Ziel, die Autorschaft Kästners zu verschleiern. Kästner hat jedoch stets darauf bestanden, dass die Komödie nicht ihn, sondern „Robert Neuner“ zum Autor hätte. Tatsächlich ist Robert Neuner ein Pseudonym, jedoch kein Pseudonym Kästners, sondern von Werner Buhre. Der wiederum hat das verschiedentlich bestätigt, darunter in einem Fragebogen der amerikanischen Militärbehörde und 1961 anlässlich der Erneuerung des Copyrights in den USA. Wie groß der Anteil Kästners an der Abfassung des Stückes war und wie weit die Kooperation ging, bleibt unklar.
Zu einer deutschen Verfilmung kam es vor dem Ende des Dritten Reiches nicht, aber bereits 1934 konnte der Stoff an MGM verkauft werden. Verfilmungen in Frankreich (Un Oiseau rare, 1935), Schweden (Stackars miljonärer, 1936), der Tschechoslowakei (Tři muži ve sněhu, 1936) und den USA (Paradise for Three, 1938) folgten.
Buhre drehte in den folgenden Jahren weiter Kulturfilme und seit Beginn des Zweiten Weltkriegs auch Propagandafilme für die Wehrmacht, darunter Ostraum – deutscher Raum (1940) oder Kampf um Norwegen – Feldzug 1940 (1940). Dann musste er aber doch einrücken. Im März 1943 wurde er an die Ostfront, nach Odessa, versetzt. Zuvor hatte er noch ein Testament gemacht, in dem er große Teile seines Vermögens Kästner vermachte, insbesondere die Einnahmen von Das lebenslängliche Kind.
Buhre überlebte jedoch den Krieg und traf 1945 Kästner in München wieder, der dort in den folgenden Jahren als Feuilletonchef der Neuen Zeitung wirkte. Kästner verfasste damals für Buhre ein Entlastungsschreiben für dessen Spruchkammerverfahren. Auch beruflich war Kästner Buhre behilflich, der so die Jugendseite der Neuen Zeitung bis zu deren Einstellung im September 1953 betreute. Danach lebte Buhre hauptsächlich von Übersetzungen, vor allem für die Zeitschrift Reader’s Digest bzw. deren Verlag Das Beste. Seine Übersetzung von Harriet Beecher Stowes Onkel Toms Hütte erlebte mehrere Auflagen.
Auch in Kästners letzten Jahren riss der Kontakt zwischen den Freunden nicht ab. Buhre besuchte Kästner im Sanatorium in Agra im Tessin und er gehörte zu den wenigen Vertrauten, die über Kästners „Kleinfamilie“ orientiert waren, seine Beziehung zu der wesentlich jüngeren Friedel Siebert, die seit 1957 Mutter von Kästners einzigem Sohn Thomas war.

## Schriften
- Die Anpassung der Löhne an die Geldentwertung in Deutschland. Dissertation Kiel 1925.

## Übersetzungen
- Victor Gollancz: Stimme aus dem Chaos. Nest, Nürnberg 1948.
- Harriet Beecher Stowe: Onkel Toms Hütte. Baessler, Bamberg 1950.
- Robert Lawson: Der Mann, der mit dem Elefanten sprach. Langewiesche-Brandt, Ebenhausen bei München 1952.
- Norman John Berrill: Natur und Geschlecht : Von der schöpferischen Kraft des Lebens. Biederstein, München 1954.
- Sascha Siemel: Der weisse Tigrero : Ein Jägerleben im Matto Grosso. Biederstein, München 1955.
- Julian Huxley: Das Reich der Tiere. Cotta, Stuttgart 1956.
- Nelson Beecher Keyes: Vom Paradies bis Golgatha : Die Geschichte der biblischen Welt in Wort und Bild. Das Beste, Stuttgart u. a. 1964.

## Filmografie
- 1933: Hochzeit am Wolfgangsee (Drehbuch)
- 1934: Herr Mahler in tausend Nöten (Drehbuch)
- 1936: Raum im kreisenden Licht (Schnitt)
- 1937: Schmetterlinge (Drehbuch/Schnitt)
- 1937: Vom Lebenskampf im Schilf (Schnitt)
- 1938: Arbeitsmaiden helfen (Schnitt)
- 1938: Unsere Artillerie (Schnitt)
- 1939: Bayreuth (Regie)
- 1939: Bayreuth. Eine Stadt einst und jetzt (Regie)
- 1940: Kampf um Norwegen – Feldzug 1940 (Regie)
- 1940: Ostraum – deutscher Raum (Regie)
- 1940: Petroleum (Regie/Drehbuch)
- 1940: Südseeparadies (Regie)
- 1940: Tiergarten Südamerika (Regie)
- 1940/1941: Peter Parler, Dombaumeister zu Prag (Regie)